# Gaia Gear角色列表
Gaia Gear的登場人物是小说以及广播剧《Gaia Gear》中登场的架空人物列表。
除非另有说明，以下只以小说版本为主。此外，配音只出现在广播剧中。

## 梅塔特隆
阿扎里亚·帕里什
梅塔特隆的指挥官，官拜少将。組織中实际的领导人，掌管夏亚存续作战（シャア・コンテニュー・オペレーション）。
阿弗雷西·夏亚
继承了昔日的偉人「夏亞·阿茲納布爾」记忆的克隆记忆体。（配音：横堀悦夫）
其面容留有着夏亞·阿茲納布爾的影子，故事中并未说明是否与夏亚·阿茲納布爾有着直接的血缘关系。至少，其肉体似乎并不是来自夏亞·阿茲納布爾的。对于大脑中被植入的夏亞·阿茲納布爾的记忆，阿弗雷西承认是模糊而零零碎碎的，尚无法自由的做出回忆。MM的操纵方法等则受到夏亞·阿茲納布爾的記憶很大的帮助。
埃米尔·卢萨
梅塔特隆的机师之一。香港MHA拦截战斗中唯一幸存下来的ドハディ驾驶员。
金姆丽·布劳斯
梅塔特隆下属的女性机师。
克里休娜·潘登特
梅塔特隆成员之一，对阿弗雷西抱有强烈敬慕之意的混血少女。出生于SIDE2的殖民行星海拉斯（ヘラス）。（配音：彌生觀月）
格伦·柯迪尔
梅塔特隆所属上校。阿扎里亚·帕里什少将的心腹部下。（配音：西村知道）

## 地球联邦军（MHA）
乌尔·尤里安
宇宙MHA所属少尉机师。（配音：森川智之）

哈利·塞姆兹
マハ・ゲイジス的艦長，是个关心下属的优秀上司。在最終决战中マハ・ゲイジス被击沉而一同战死。（配音：谷口節）
毕杨·达格尔
地球联邦軍内部組織MHA所属上校。
玛丽莎·纳吉斯
作为达格尔上校的副官的女性。官拜大尉。作为一个有能力的士官的同时也是上校的情妇。（配音：山田榮子）
小說版中，陪伴上校直到最后，在最終决战中因マハ・ゲイジス被击沉而与其一同战死。
广播剧版中，受达格尔上校的指示对梅特塔隆的密码进行破解。
蕾拉·塞巴
广播剧版中登場。官拜少尉，乌尔的同僚女性机师。驾驶红色涂装的ブロン・テクスター，和乌尔一同攻击阿弗雷西，遭浮游炮的攻击而战死。（配音：勝生真沙子）
返回至目录